# وارتگس موسی‌خانیان
وارتگس موسی‌خانیان (ارمنی: Վարդգես Մուսախանյան؛ ۱۹۱۴ - ۱۹۸۷) حقوق‌دان و سیاستمدار اهل ارمنستان بود که از تاریخ ۱۹۶۱ تا تاریخ ۱۹۷۱ سمت دادستان کل جمهوری ارمنستان را برعهده داشت.

## زندگی‌نامه
وی در ۱۹۱۴ در ایروان به دنیا آمد و از دانشگاه دولتی ایروان فارغ‌التحصیل گشت.  وی در ۱۹۸۷ در سن ۷۳ سالگی در ایروان درگذشت. 